# Bernd Kölmel
Bernd Kölmel, né le 8 décembre 1958 à Rastatt, est un homme politique allemand, ancien membre de l'Alternative pour l'Allemagne (AfD) et des Réformateurs libéraux-conservateurs (LKR). Il est député européen de 2014 à 2019.

## Biographie
Il est élu député européen aux élections européennes de 2014 en Allemagne.
En juillet 2015, il décide de quitter l'AfD à la suite de l'élection de Frauke Petry à la tête du parti. Il rejoint alors la formation politique créée par l'ancien président de l'AfD Bernd Lucke, l'Alliance pour le progrès et le renouveau (ALFA).
Dans le cadre des élections régionales de 2016 en Bade-Wurtemberg, il est la tête de liste de l'ALFA. Il réalise le score de 1,02 % et n'est pas élu.
Il quitte les Réformateurs libéraux-conservateurs (ex-ALFA) en septembre 2018.